# 埼玉県道2号さいたま春日部線
埼玉県道2号さいたま春日部線（さいたまけんどう2ごう さいたまかすかべせん）は、埼玉県さいたま市西区から春日部市に至る主要地方道（県道）である。
春日部市粕壁一丁目から同市小渕（国道16号交点）にかけて、約1.3キロメートルの支線が供用されている。

## 概要
さいたま市西区から東へ向かい大宮区、見沼区、岩槻区を経て春日部市に至る。
かつては全線が国道16号に指定されており、国道16号バイパス（西大宮、新大宮、東大宮、岩槻春日部の各バイパス）の完成に伴い、並行区間が順次県道に降格した。こうした歴史から、旧16号という通称で呼ばれる。
東日本旅客鉄道・東武鉄道大宮駅の北にある陸橋「大栄橋」は、埼玉県内の主要渋滞ポイントの一つである。元荒川に所在する「岩槻橋」は昭和16年に架橋されており、架橋から80年近く経過し老朽化している他耐震基準を満たしていないため架け替えが計画されている。
東武鉄道春日部駅北側の東武伊勢崎線（東武スカイツリーライン）・野田線（東武アーバンパークライン）と交差する伊勢崎線第124号踏切は「開かずの踏切」となっているが、将来は春日部駅の連続立体事業によって踏切が除去される予定となっている。
全線2車線だが、大宮第二公園周辺では幅員25mの4車線に拡張する都市計画が存在する。

## 路線データ

### 総距離・起点・終点
- 実延長：20.750km
- 起点：埼玉県さいたま市西区大字西遊馬（宝来インターチェンジ = 国道16号交点）
- 終点：埼玉県春日部市粕壁東2丁目（一宮交差点 = 国道4号交点）/埼玉県春日部市小渕（春日部市場前交差点 = 国道16号交点）
- 認定：1994年（平成6年）4月1日

### 交通量
| 交通調査地点                      | 年度   | 昼間12時間自動車類交通量 | 昼間12時間自動車類交通量 | 昼間12時間自動車類交通量 | 24時間自動車類交通量 | 24時間自動車類交通量 | 24時間自動車類交通量 |
| 交通調査地点                      | 年度   | 小型車                   | 大型車                   | 合計                     | 小型車               | 大型車               | 合計                 |
| --------------------------------- | ------ | ------------------------ | ------------------------ | ------------------------ | -------------------- | -------------------- | -------------------- |
| さいたま市西区指扇付近            | 2010年 | 9,908                    | 1,797                    | 11,698                   | 14,925               | 2,610                | 16,845               |
| さいたま市西区指扇付近            | 2015年 | 11,068                   | 1,604                    | 11,672                   | 13,393               | 2,247                | 15,640               |
| さいたま市西区指扇付近            | 2021年 | 4,307                    | 722                      | 5,029                    | 5,649                | 1,041                | 6,690                |
| さいたま市西区三橋5丁目付近       | 2010年 | 11,084                   | 1,335                    | 12,419                   | 15,685               | 2,198                | 17,883               |
| さいたま市西区三橋5丁目付近       | 2015年 | 9,962                    | 1,100                    | 11,062                   | 13,117               | 1,706                | 14,823               |
| さいたま市西区三橋5丁目付近       | 2021年 | 5,857                    | 698                      | 6,495                    | 7,548                | 1,030                | 8,578                |
| さいたま市大宮区宮町1丁目付近     | 2010年 | 11,581                   | 1,122                    | 12,703                   | 17,522               | 1,843                | 19,365               |
| さいたま市大宮区宮町1丁目付近     | 2015年 | 11,670                   | 1,114                    | 12,784                   | 17,640               | 1,895                | 19,535               |
| さいたま市大宮区宮町1丁目付近     | 2021年 | 5,093                    | 447                      | 5,540                    | 7,344                | 714                  | 8,058                |
| さいたま市大宮区堀の内町2丁目付近 | 2010年 | 10,255                   | 1,719                    | 13,233                   | 16,417               | 2,639                | 19,056               |
| さいたま市大宮区堀の内町2丁目付近 | 2015年 | 10,723                   | 1,097                    | 11,820                   | 13,992               | 1,729                | 15,721               |
| さいたま市見沼区東門前付近        | 2021年 | 5,232                    | 544                      | 5,776                    | 6,733                | 890                  | 7,623                |
| さいたま市見沼区宮ケ谷塔付近      | 2010年 | 7,062                    | 912                      | 7,974                    | 10,017               | 1,466                | 11,483               |
| さいたま市見沼区宮ケ谷塔付近      | 2015年 | 6,383                    | 808                      | 7,191                    | 8,282                | 1,138                | 9,420                |
| さいたま市岩槻区南平野2丁目付近   | 2010年 | 8,733                    | 784                      | 9,517                    | 12,258               | 1,446                | 13,704               |
| さいたま市岩槻区南平野2丁目付近   | 2015年 | 9,234                    | 872                      | 10,106                   | 11,976               | 1,364                | 13,340               |
| さいたま市見沼区東岩槻付近        | 2021年 | 5,373                    | 335                      | 5,708                    | 6,868                | 651                  | 7,519                |
| 春日部市西八木崎付近              | 2010年 | 8,178                    | 356                      | 8,534                    | 11,340               | 949                  | 12,289               |
| 春日部市西八木崎付近              | 2015年 | 7,048                    | 443                      | 7,491                    | 9,019                | 794                  | 9,813                |
| 春日部市西八木崎付近              | 2021年 | 4,111                    | 190                      | 4,301                    | 5,167                | 444                  | 5,611                |
| 春日部市粕壁付近                  | 2010年 | 5,590                    | 330                      | 5,920                    | 7,783                | 742                  | 8,525                |
| 春日部市粕壁付近                  | 2015年 | 5,563                    | 411                      | 5,974                    | 7,042                | 664                  | 7,706                |
| 春日部市粕壁付近                  | 2021年 | 2,896                    | 177                      | 3,073                    | 3,634                | 327                  | 3,961                |

## 歴史
- 1920年（大正9年）4月1日：埼玉県告示第103号により、下記のように県道認定される。
  - 北足立郡馬宮村（現在のさいたま市西区） - 北足立郡大宮町（現在のさいたま市大宮区）は県道1号浦和川越線の一部。
  - 大宮町 - 南埼玉郡岩槻町（現在のさいたま市岩槻区）は県道65号大宮岩槻線。
  - 岩槻町 - 南埼玉郡粕壁町（現在の春日部市）は県道5号浦和杉戸線の一部。
- 1955年（昭和30年）
  - 5月24日：岩槻市（現在のさいたま市岩槻区）大字加倉から春日部市大字粕壁まで、8.022キロメートルが二級国道129号東京環状線に指定される（埼玉県告示第347号）。
  - 10月18日：大宮市（現在のさいたま市西区）大字西遊馬から岩槻市大字加倉まで、13.948キロメートルが二級国道129号東京環状線に指定される（埼玉県告示第720号）。
- 1958年（昭和33年）5月30日：春日部市大字粕壁地内1.050キロメートルが二級国道129号東京環状線に指定される（埼玉県告示第379号）。
- 1961年（昭和36年）8月15日：大宮市錦町 - 宮町間に大栄橋が完成、大宮駅構内第一川越踏切道が廃止される（埼玉県告示第487、490号）。
- 1963年（昭和38年）4月1日：大宮市大字西遊馬から春日部市大字粕壁までの全線が一級国道16号に指定される（埼玉県告示第592号）。
- 二級国道122号 日光東京線が指定される。大宮・岩槻市内の3.162キロメートルが一級国道16号と重複する（埼玉県告示第595号）。
- 1964年（昭和39年）：大宮市大字宮ヶ谷塔から春日部市大字小淵まで、一級国道16号岩槻春日部バイパス工事に着手。
- 1965年（昭和40年）4月1日：道路法改正によって一級・二級の区別が廃止され一般国道16号となる。
- 1967年（昭和42年）：一般国道16号岩槻春日部バイパス完成、全線4車線供用開始。
- （時期不明）：岩槻市から春日部市大字粕壁までの旧道部分が国道の指定を解かれ、県道45号春日部岩槻線に指定される。
- 1971年（昭和46年）：一般国道16号東大宮バイパス工事に着手。
- 1973年（昭和48年）：一般国道16号西大宮バイパス工事に着手。
- 1981年（昭和56年）：一般国道16号東大宮バイパス完成、全線4車線供用開始。
- （時期不明）：大宮市高鼻町から同市大字東門前までの国道指定が解かれ、県道21号大宮岩槻線に指定される。
- 1982年（昭和57年）5月24日：大宮市三橋五丁目から同市高鼻町までの国道指定が解かれ（埼玉県告示第853号）、県道21号大宮岩槻線に指定される。
- 1986年（昭和61年）8月12日：一般国道122号の経路指定変更に伴い、大宮市大字東門前から岩槻市大字加倉までの国道指定が解かれ（埼玉県告示第1193号）、県道21号大宮岩槻線に指定される。
- 1994年（平成6年）4月1日：主要地方道の追加指定に伴う路線の整理により、県道21号大宮岩槻線、県道45号春日部岩槻線が廃止され、主要地方道として県道2号大宮春日部線が認定される（埼玉県告示第519、527号）。
- 1998年（平成10年）：一般国道16号西大宮バイパス完成、全線4車線供用開始。
- （時期不明）：大宮市大字西遊馬から同市三橋五丁目までの国道指定が解かれ、県道2号大宮春日部線に指定される。
- 2001年（平成13年）5月1日：浦和、大宮、与野の3市が合併し、さいたま市発足。県道2号はさいたま春日部線に改称。

## 地理

### 通過する自治体
- 埼玉県
  - さいたま市（西区 - 大宮区 - 見沼区 - 岩槻区）
  - 春日部市

### 接続する路線
交差する道路の特記がないものは市道・町道。
本線
| 交差する道路                                                        | 交差する道路                                                        | 交差点名         | 所在地     | 所在地   |
| ------------------------------------------------------------------- | ------------------------------------------------------------------- | ---------------- | ---------- | -------- |
| 国道16号（西大宮バイパス）・（扇通り）                              | 国道16号（西大宮バイパス）・（扇通り）                              | 宝来IC（起点）   | さいたま市 | 西区     |
| 埼玉県道57号さいたま鴻巣線                                          | 埼玉県道57号さいたま鴻巣線                                          | 指扇駅入口       | さいたま市 | 西区     |
| 埼玉県道165号大谷本郷さいたま線                                     | 埼玉県道165号大谷本郷さいたま線                                     | 三橋交番前       | さいたま市 | 西区     |
| 国道17号（新大宮バイパス）                                          | 国道17号（新大宮バイパス）                                          | 三橋5丁目北      | さいたま市 | 西区     |
|                                                                     |                                                                     | 三橋総合公園南   | さいたま市 | 西区     |
|                                                                     |                                                                     | 上小町           | さいたま市 | 大宮区   |
| -                                                                   | （櫛引通り）                                                        |                  | さいたま市 | 大宮区   |
|                                                                     |                                                                     | 桜木町西         | さいたま市 | 大宮区   |
| 国道17号 埼玉県道121号大宮停車場大成線                              | 国道17号 埼玉県道121号大宮停車場大成線                              | 桜木町           | さいたま市 | 大宮区   |
|                                                                     |                                                                     | 大栄橋西         | さいたま市 | 大宮区   |
| 埼玉県道164号鴻巣桶川さいたま線（旧中山道）埼玉県道90号大宮停車場線 | 埼玉県道164号鴻巣桶川さいたま線（旧中山道）埼玉県道90号大宮停車場線 | 大栄橋           | さいたま市 | 大宮区   |
| （氷川参道）                                                        | （氷川参道）                                                        | 氷川神社入口     | さいたま市 | 大宮区   |
| 埼玉県道35号川口上尾線（産業道路）                                  | 埼玉県道35号川口上尾線（産業道路）                                  | 堀の内           | さいたま市 | 大宮区   |
| 埼玉県道5号さいたま菖蒲線（第二産業道路）埼玉県道1号さいたま川口線  | 埼玉県道5号さいたま菖蒲線（第二産業道路）埼玉県道1号さいたま川口線  | 大和田           | さいたま市 | 見沼区   |
| 埼玉県道398号大和田停車場線                                         |                                                                     | 大和田駅入口     | さいたま市 | 見沼区   |
| （大和田公園通り）                                                  |                                                                     | 蓮沼             | さいたま市 | 見沼区   |
| 埼玉県道322号東門前蓮田線                                           | 埼玉県道105号さいたま鳩ヶ谷線                                       | 七里駅入口       | さいたま市 | 見沼区   |
| 埼玉県道65号さいたま幸手線                                          | 埼玉県道65号さいたま幸手線                                          | 宮ヶ谷塔西       | さいたま市 | 見沼区   |
| （東大宮バイパス）国道16号（岩槻春日部バイパス）                    | （東大宮バイパス）国道16号（岩槻春日部バイパス）                    | 宮ヶ谷塔         | さいたま市 | 見沼区   |
| 国道122号（蓮田岩槻バイパス）                                       | 国道122号（蓮田岩槻バイパス）                                       | 加倉北           | さいたま市 | 岩槻区   |
| 埼玉県道399号岩槻停車場線                                           | 埼玉県道324号蒲生岩槻線                                             | 岩槻駅東口入口   | さいたま市 | 岩槻区   |
| 国道122号                                                           | -                                                                   |                  | さいたま市 | 岩槻区   |
| 埼玉県道65号さいたま幸手線                                          |                                                                     | 渋江             | さいたま市 | 岩槻区   |
|                                                                     |                                                                     | 東岩槻           | さいたま市 | 岩槻区   |
|                                                                     |                                                                     | 豊春駅入口       | 春日部市   | 春日部市 |
| 国道16号（岩槻春日部バイパス）                                      | 国道16号（岩槻春日部バイパス）                                      | 南中曽根         | 春日部市   | 春日部市 |
| （ハクレン通り）                                                    |                                                                     |                  | 春日部市   | 春日部市 |
|                                                                     | （市役所通り）                                                      | 市役所通り入り口 | 春日部市   | 春日部市 |
| 埼玉県道85号春日部久喜線                                            |                                                                     | 中央一丁目       | 春日部市   | 春日部市 |
| 埼玉県道85号春日部久喜線                                            | 埼玉県道319号惣新田春日部線                                         | 新町橋(西)       | 春日部市   | 春日部市 |
| 支線                                                                | 埼玉県道400号春日部停車場線                                         | 公園橋(西)       | 春日部市   | 春日部市 |
|                                                                     | （陸橋通り）                                                        | 文化会館前       | 春日部市   | 春日部市 |
| 国道4号（日光街道）                                                 | 国道4号（日光街道）                                                 | 一宮（終点）     | 春日部市   | 春日部市 |
| 埼玉県道10号春日部松伏線 松伏町方面                                 |                                                                     |                  |            |          |

支線
| 交差する道路                     | 交差する道路                     | 交差点名   | 所在地   |
| -------------------------------- | -------------------------------- | ---------- | -------- |
| 本線 埼玉県道400号春日部停車場線 | 本線 埼玉県道400号春日部停車場線 | 公園橋(西) | 春日部市 |
| 国道4号（日光街道）              | 国道4号（日光街道）              | 八丁目中   | 春日部市 |
| 国道16号（春日部野田バイパス）   | 国道16号（春日部野田バイパス）   | 東部市場前 | 春日部市 |

### 重複区間
- 埼玉県道65号さいたま幸手線（さいたま市見沼区宮ヶ谷塔 宮ヶ谷塔西交差点 - さいたま市岩槻区本町 渋江交差点）
- 国道122号（さいたま市岩槻区加倉 加倉北交差点 - さいたま市岩槻区本町 本町交差点）
- 埼玉県道85号春日部久喜線（春日部市 中央一丁目西交差点 - 新町橋西交差点）

### 交差する鉄道と河川
- JR川越線
- 鴨川（加茂川橋）
- 鴻沼川（櫛引橋）
- 東北新幹線・上越新幹線、ニューシャトル、JR東北本線（宇都宮線）・高崎線・川越線、東武野田線（東武アーバンパークライン）（大栄橋）
- 見沼代用水西縁（鹿島橋）
- 芝川 (埼玉県)（境橋）
- 見沼代用水東縁（半縄橋）
- 深作川（簀子橋）
- 綾瀬川（大橋）
- 元荒川（岩槻橋）
- 東武野田線（東武アーバンパークライン）、東武伊勢崎線（東武スカイツリーライン）
- 大落古利根川（古利根公園橋）

### 沿道の主な施設など
| 施設                                 | 施設                       | 所在地     | 所在地   |
| ------------------------------------ | -------------------------- | ---------- | -------- |
| 西遊馬団地                           | 西遊馬団地                 | さいたま市 | 西区     |
| 埼玉県立大宮武蔵野高等学校           |                            | さいたま市 | 西区     |
| Honda Cars 大宮西店                  |                            | さいたま市 | 西区     |
| 指扇駅                               |                            | さいたま市 | 西区     |
| さいたま市立土屋中学校               |                            | さいたま市 | 西区     |
| 幸楽苑 指扇店                        |                            | さいたま市 | 西区     |
| ステーキのどん 指扇店                |                            | さいたま市 | 西区     |
| 徳樹庵 さいたま指扇店                |                            | さいたま市 | 西区     |
| がってん寿司 指扇店                  |                            | さいたま市 | 西区     |
| ドラッグストアセキ 指扇店            |                            | さいたま市 | 西区     |
| 藤店うどん                           |                            | さいたま市 | 西区     |
| かっぱ寿司 新三橋店                  |                            | さいたま市 | 西区     |
| 湯けむり横丁おおみや                 |                            | さいたま市 | 西区     |
| 三橋総合公園                         |                            | さいたま市 | 西区     |
| モスバーガー                         | モスバーガー               | さいたま市 | 大宮区   |
| 業務スーパー河内屋 さいたま三橋店    |                            | さいたま市 | 大宮区   |
| さいたま市立三橋中学校               |                            | さいたま市 | 大宮区   |
| さいたま市立三橋小学校               |                            | さいたま市 | 大宮区   |
| コメダ珈琲店 大宮上小町店            |                            | さいたま市 | 大宮区   |
| 大宮ソニックシティ                   |                            | さいたま市 | 大宮区   |
| JACK大宮                             |                            | さいたま市 | 大宮区   |
| 大宮駅                               |                            | さいたま市 | 大宮区   |
| JR東日本大宮総合車両センター         |                            | さいたま市 | 大宮区   |
| さいたま市立大宮北小学校             |                            | さいたま市 | 大宮区   |
| 氷川参道                             |                            | さいたま市 | 大宮区   |
| さいたま市立博物館                   |                            | さいたま市 | 大宮区   |
| さいたま市立大宮東小学校             |                            | さいたま市 | 大宮区   |
| 創価学会大宮文化会館                 |                            | さいたま市 | 大宮区   |
| 大宮第二公園・大宮第三公園           |                            | さいたま市 | 大宮区   |
| 大和田公園                           |                            | さいたま市 | 大宮区   |
| 丸亀製麺 大宮大和田店                | 丸亀製麺 大宮大和田店      | さいたま市 | 見沼区   |
| しゃぶしゃぶどん亭 大宮大和田店      |                            | さいたま市 | 見沼区   |
| サイゼリヤ さいたま大和田店          |                            | さいたま市 | 見沼区   |
| 安楽亭 大宮大和田店                  |                            | さいたま市 | 見沼区   |
| マクドナルド 大宮大和田店            |                            | さいたま市 | 見沼区   |
| 日高屋 大和田店                      |                            | さいたま市 | 見沼区   |
| さいたま市消防局見沼消防署蓮沼出張所 |                            | さいたま市 | 見沼区   |
| ヤオコー 大宮蓮沼店                  |                            | さいたま市 | 見沼区   |
| すし銚子丸 見沼店                    |                            | さいたま市 | 見沼区   |
| 株式会社高須自動車                   |                            | さいたま市 | 見沼区   |
| 株式会社タムロン本社                 |                            | さいたま市 | 見沼区   |
| ビッグ・エー さいたま七里店          |                            | さいたま市 | 見沼区   |
| レッドバロン                         |                            | さいたま市 | 見沼区   |
| 大宮東警察署                         |                            | さいたま市 | 見沼区   |
| ネッツトヨタ東埼玉                   | ネッツトヨタ東埼玉         | さいたま市 | 岩槻区   |
| 岩槻本町郵便局                       |                            | さいたま市 | 岩槻区   |
| マツモトキヨシ 岩槻本町店            |                            | さいたま市 | 岩槻区   |
| さいたま市立岩槻図書館               |                            | さいたま市 | 岩槻区   |
| さいたま市立岩槻小学校               |                            | さいたま市 | 岩槻区   |
| 岩槻城址公園                         |                            | さいたま市 | 岩槻区   |
| さいたま市ふれあいプラザいわつき     | さいたま市東岩槻市民の窓口 | さいたま市 | 岩槻区   |
| さいたま市ふれあいプラザいわつき     | さいたま市立岩槻東部図書館 | さいたま市 | 岩槻区   |
| さいたま市岩槻人形博物館             |                            | さいたま市 | 岩槻区   |
| すき家 岩槻太田店                    |                            | さいたま市 | 岩槻区   |
| マミーマート 岩槻店                  |                            | さいたま市 | 岩槻区   |
| コモディイイダ 豊春店                | コモディイイダ 豊春店      | 春日部市   | 春日部市 |
| ドラッグセイムス 豊春東口店          |                            | 春日部市   | 春日部市 |
| 豊春駅                               |                            | 春日部市   | 春日部市 |
| 春日部市立豊春小学校                 |                            | 春日部市   | 春日部市 |
| マクドナルド 春日部店                |                            | 春日部市   | 春日部市 |
| 八木崎駅                             |                            | 春日部市   | 春日部市 |
| 埼玉県立春日部高等学校               |                            | 春日部市   | 春日部市 |
| 春日部市中央公民館                   |                            | 春日部市   | 春日部市 |
| 県営八木崎団地                       |                            | 春日部市   | 春日部市 |
| 春日部駅                             |                            | 春日部市   | 春日部市 |
| 埼玉県立春日部特別支援学校           |                            | 春日部市   | 春日部市 |
| 旧倉松公園（春日部市）               |                            | 春日部市   | 春日部市 |
| さいたま東部市場                     |                            | 春日部市   | 春日部市 |

## 路線バス
- 西武バス
  - 大22系統 大宮駅西口⇔川越グリーンパーク
  - 大23系統 大宮駅西口⇔西遊馬
  - 大25系統 大宮駅西口⇔佐知川原

- 東武バス
  - 大50系統 大宮駅東口⇔岩槻駅
    - 大50系統 大宮駅東口⇒岩槻駅⇒春日部駅西口（深夜急行）

  - 春50系統 春日部駅西口⇒岩槻駅（深夜急行）
  - 大61系統 大宮駅西口⇔三進自動車
  - 大61系統 大宮駅西口 - 日進公園 - シティハイツ三橋
  - 大68系統 大宮駅西口⇔三橋総合公園
  - 大69系統 大宮駅西口 - 自衛隊前 - シティハイツ三橋

## ギャラリー

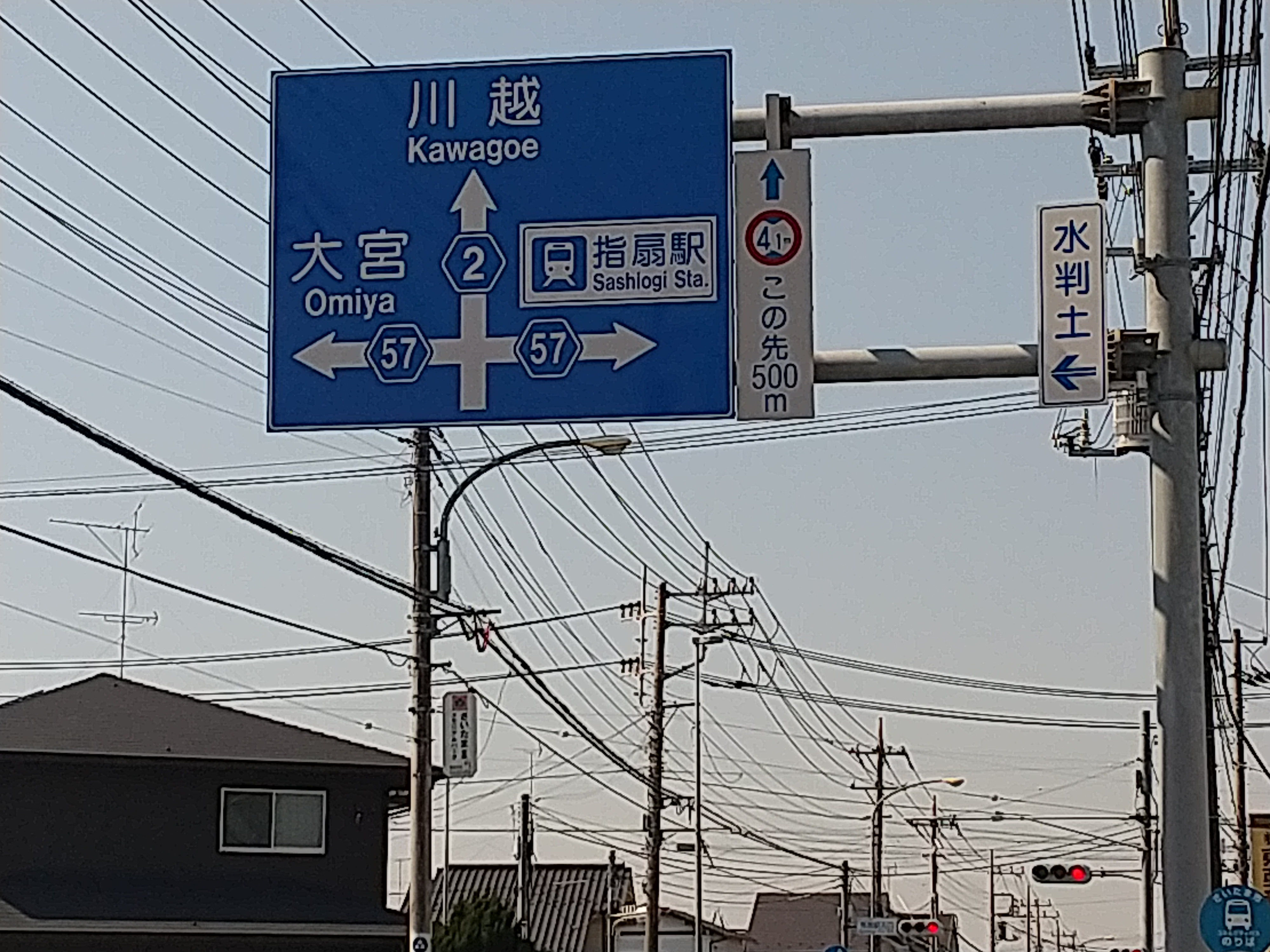
西区指扇付近
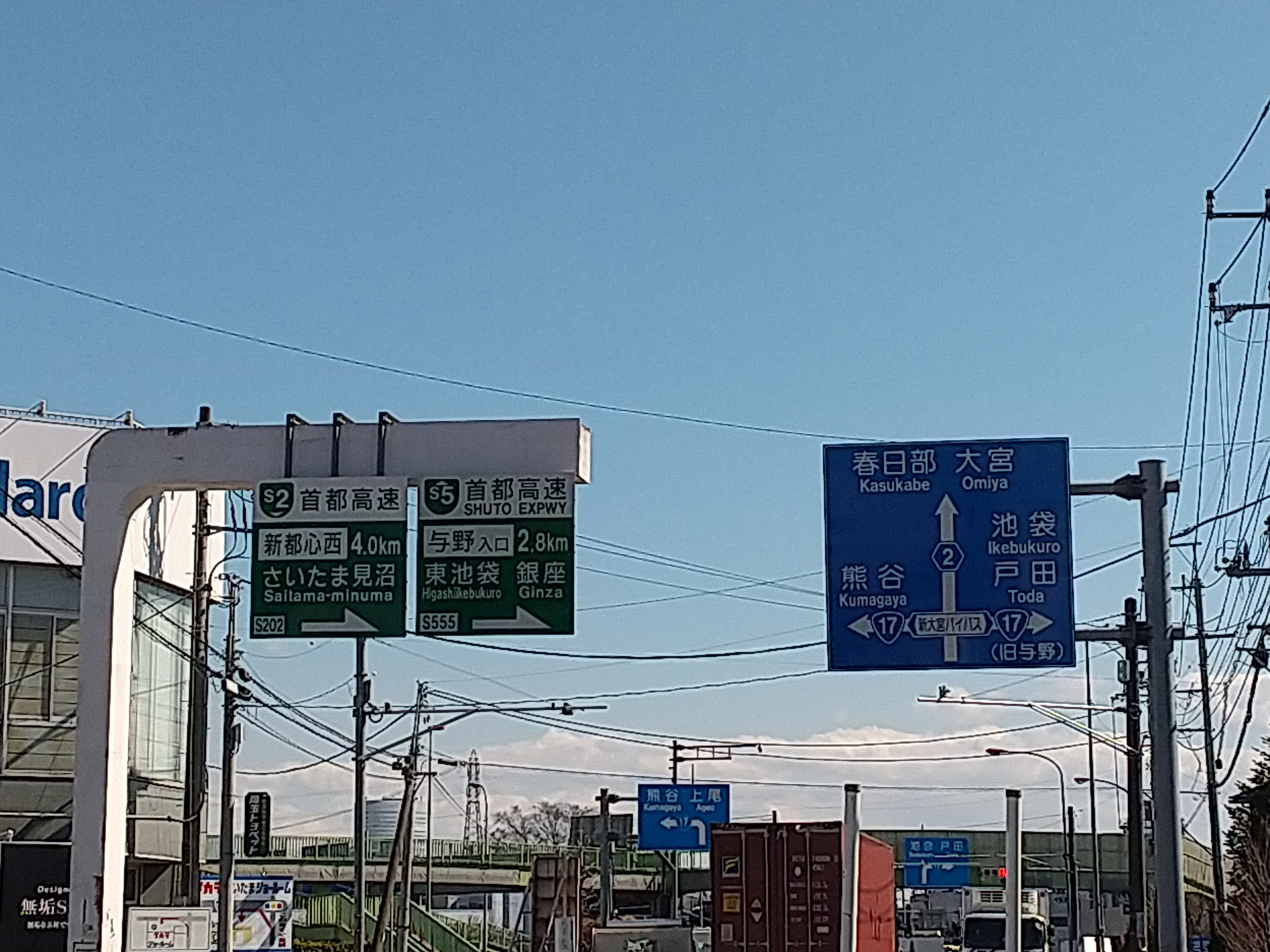
西区三橋5丁目付近
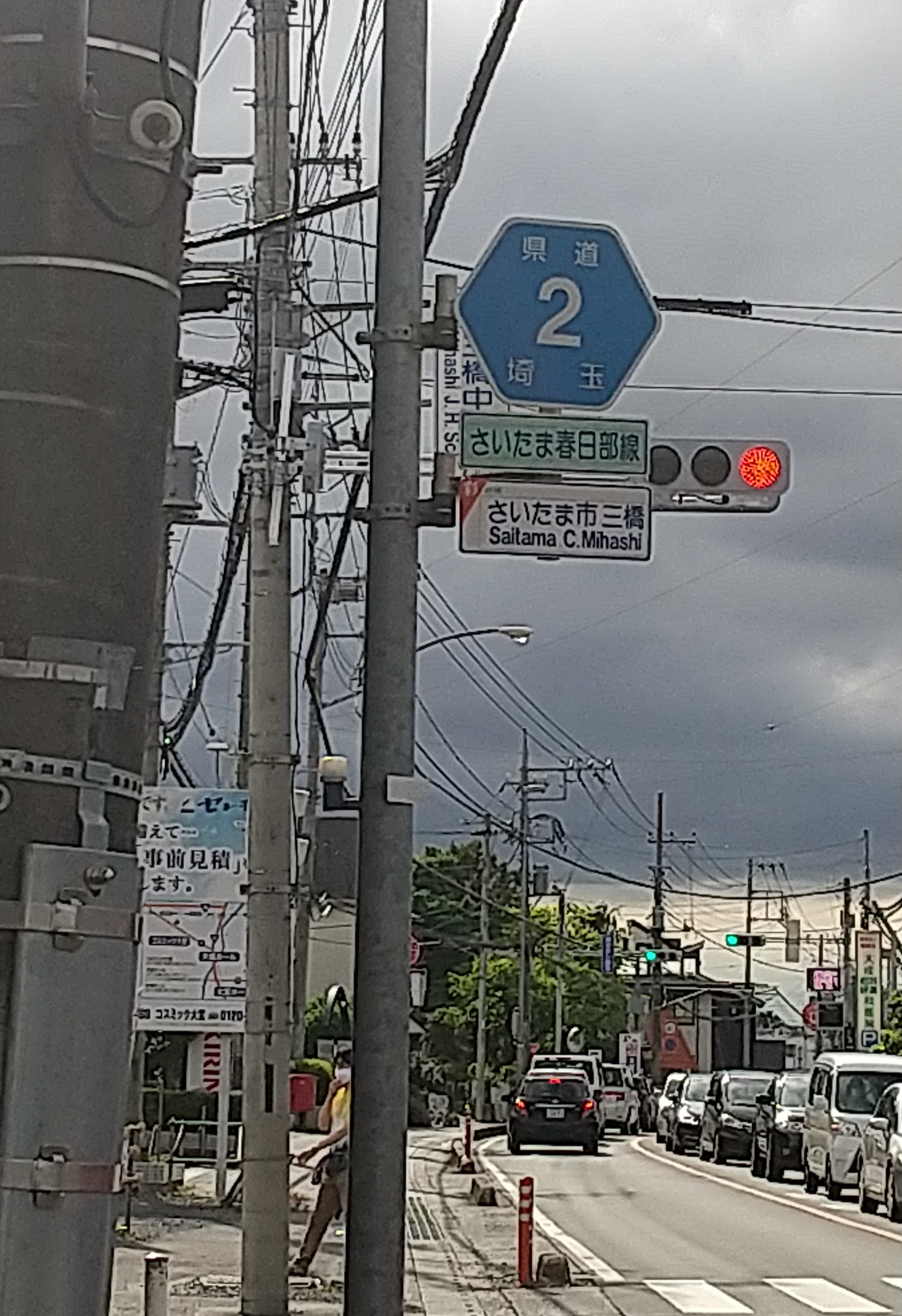
大宮区三橋付近
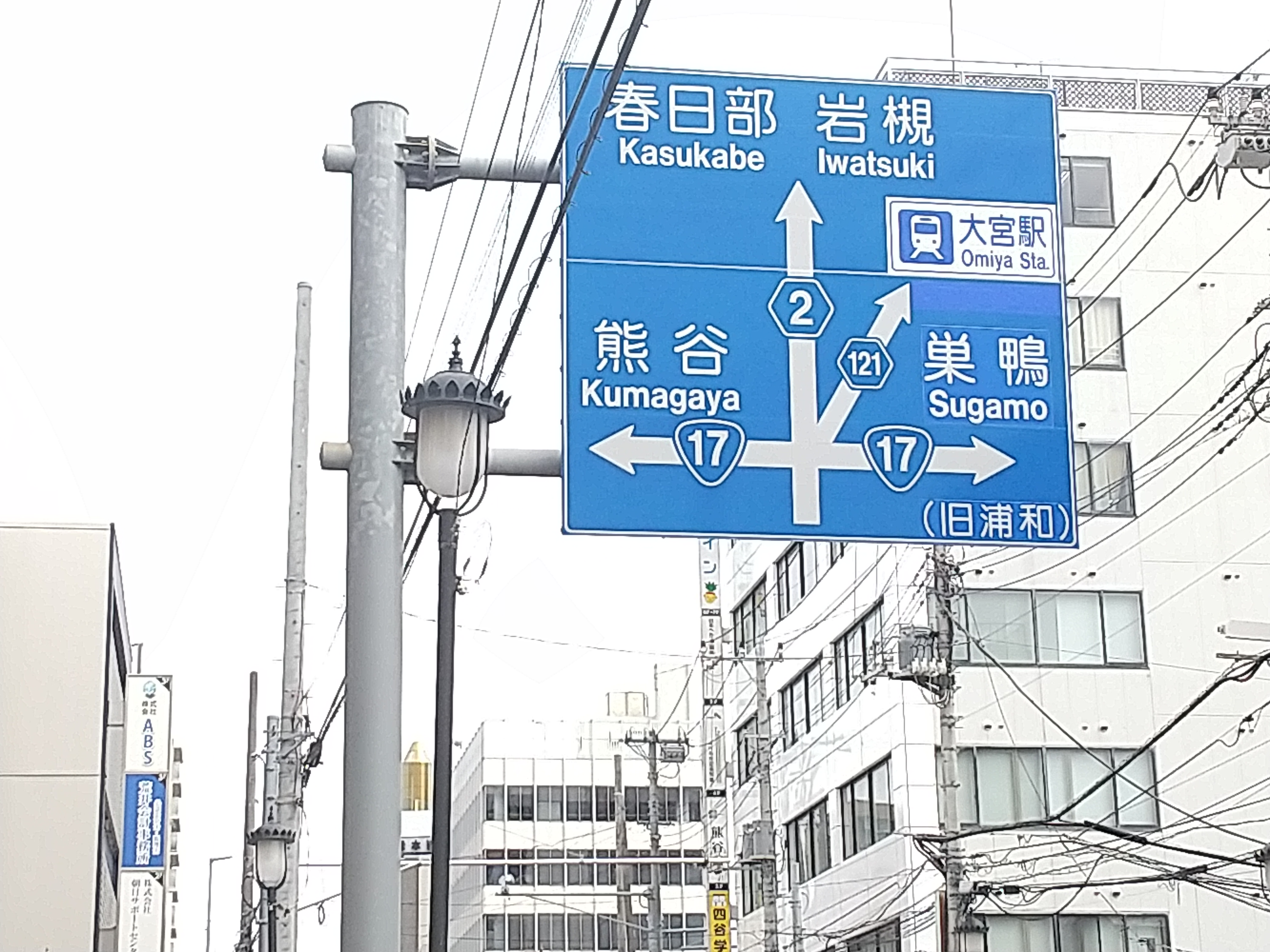
大宮区桜木町付近
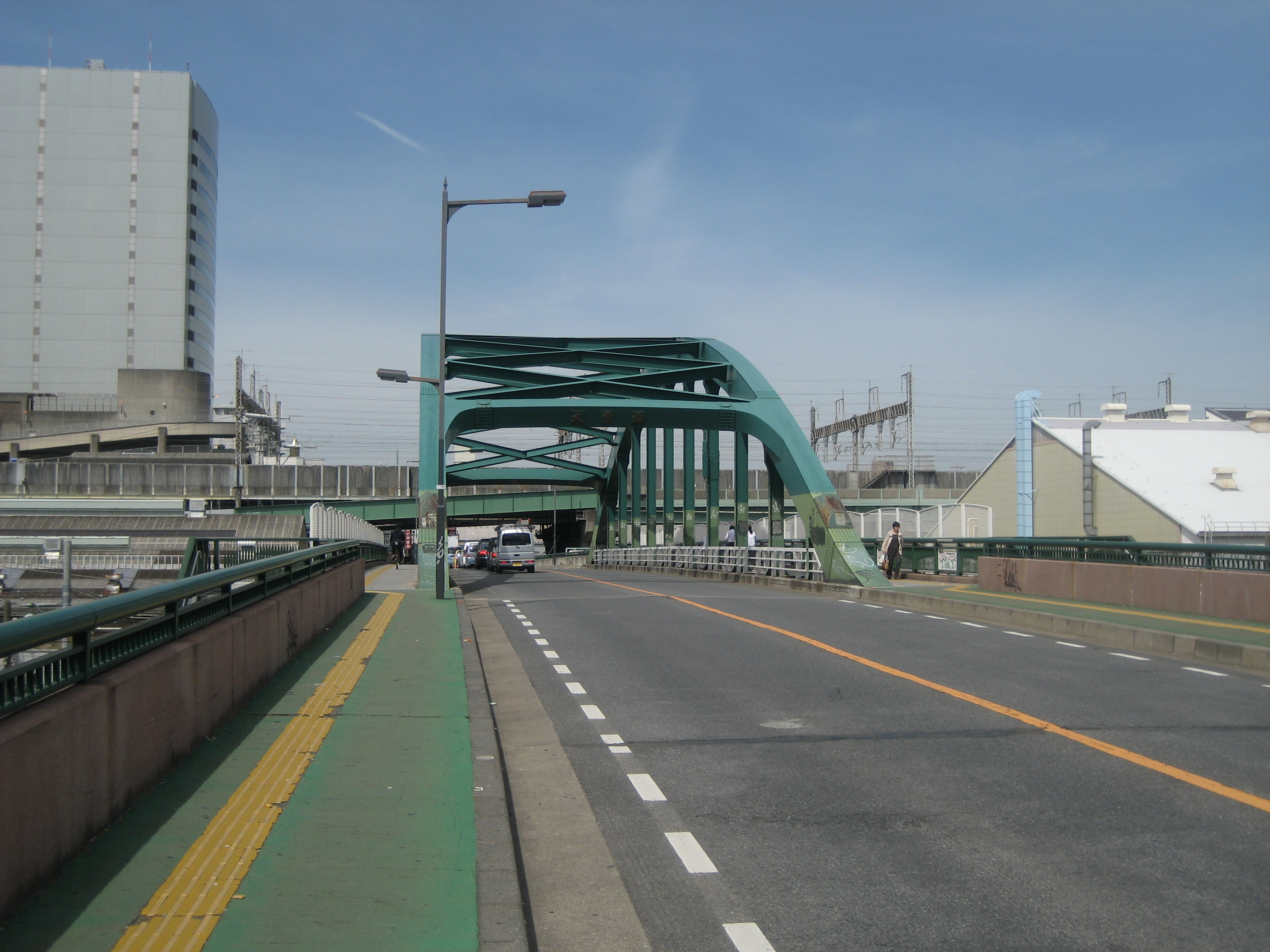
大栄橋（奥に見えるのは東北・上越新幹線の高架橋）
大宮区高鼻町付近
見沼区蓮沼付近
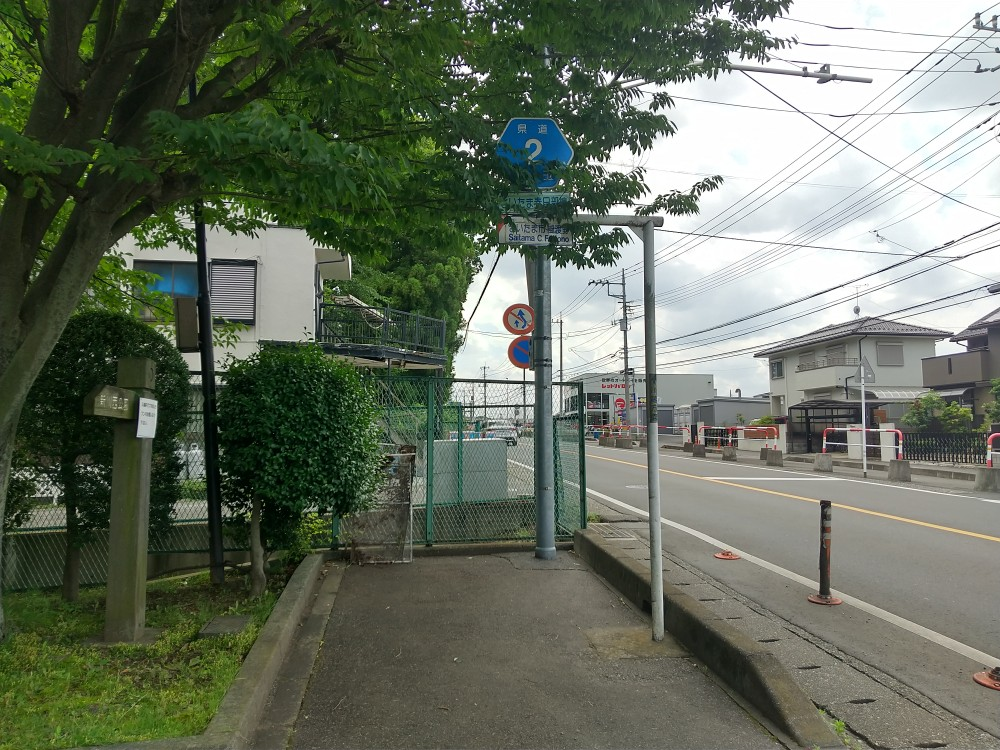
見沼区風渡野付近
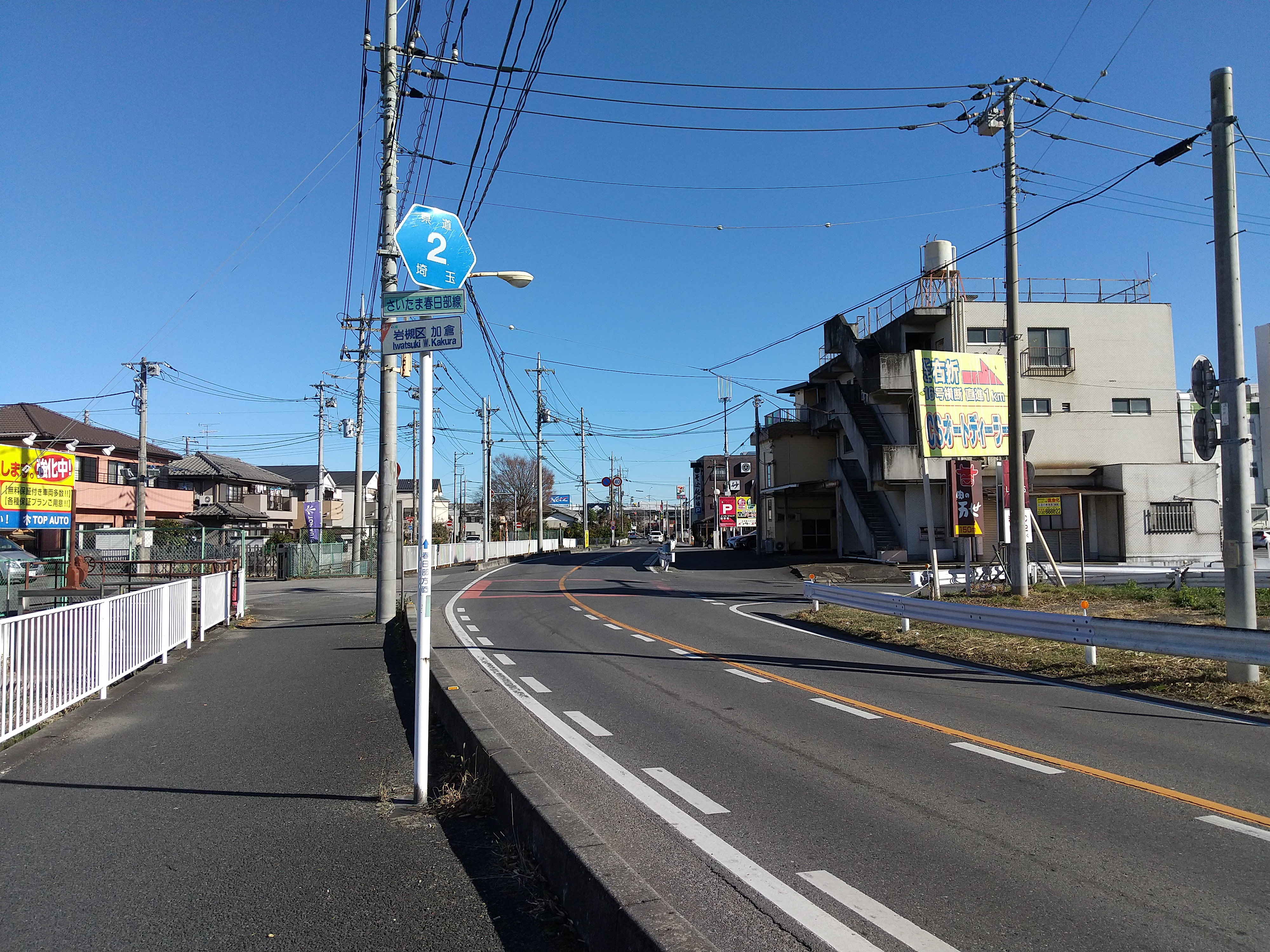
岩槻区加倉付近
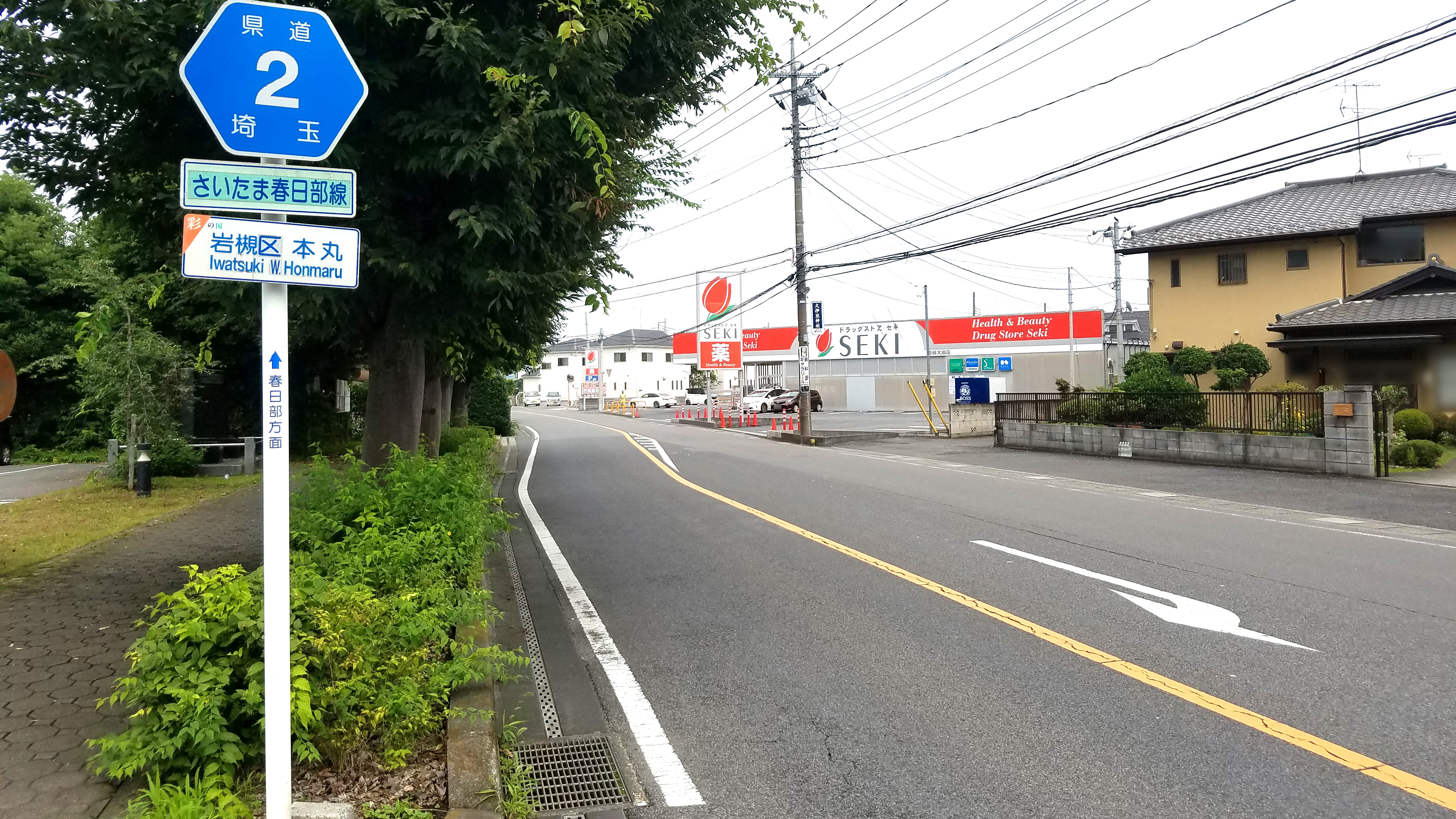
岩槻区本丸付近
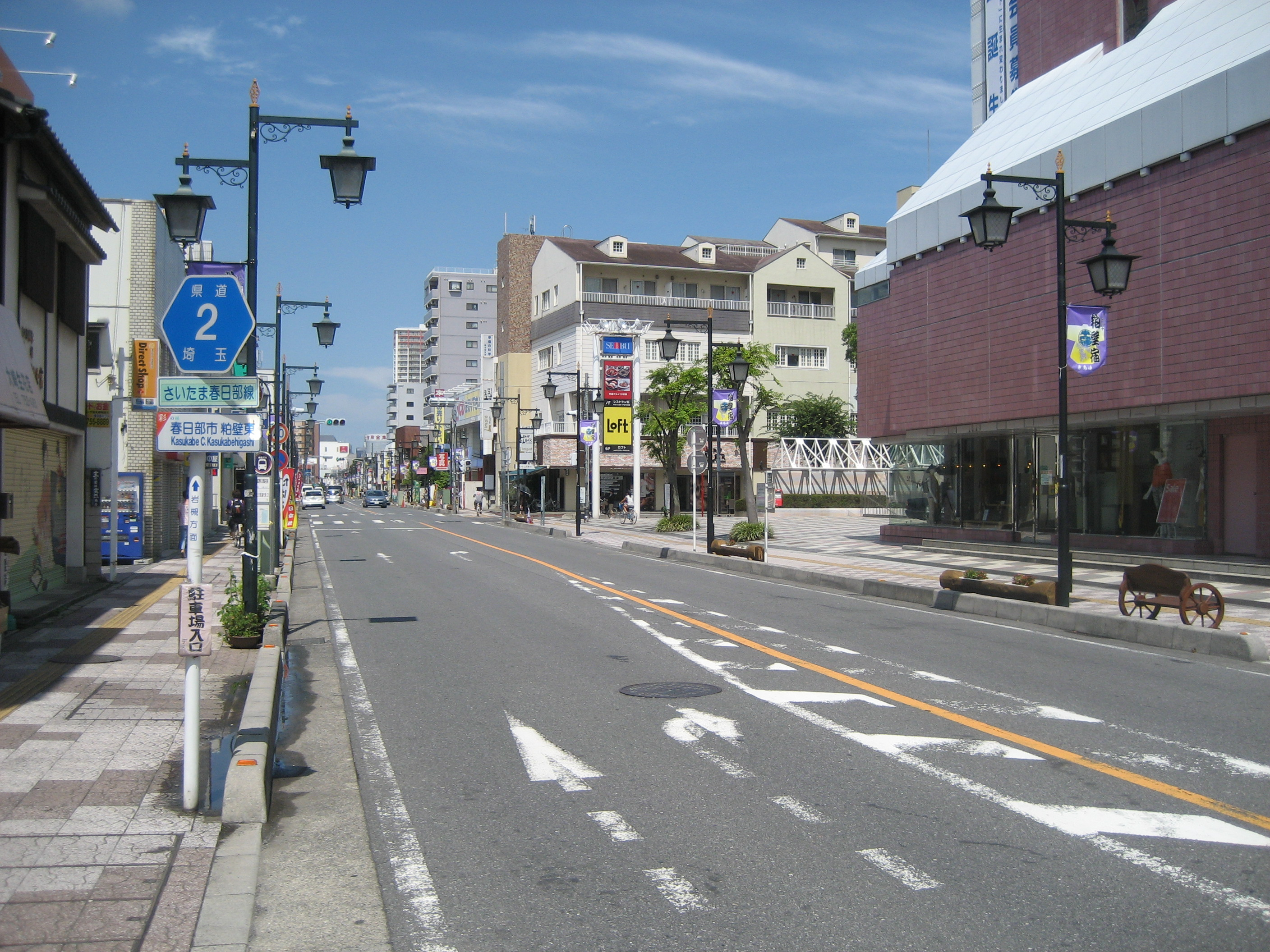
春日部市粕壁東付近

## 別名
- かすかべ大通り（春日部市）